# Lernanthropus seriolae
Lernanthropus seriolae is een eenoogkreeftjessoort uit de familie van de Lernanthropidae. De wetenschappelijke naam van de soort is voor het eerst geldig gepubliceerd in 1898 door Shishido.